# Step on It!
Step on It! é um filme mudo do gênero faroeste produzido nos Estados Unidos e lançado em 1922. É considerado um filme perdido.